# Prava LGBT osoba u Rusiji
Lezbijke, homoseksualci, biseksualci i transrodne osobe (LGBT) u Rusiji suočavaju se s pravnim i socijalnim izazovima koje ne doživljavaju osobe koje nisu LGBT osobe. Iako je istospolna seksualna aktivnost između odraslih koji svojevoljno stupaju u odnos dekriminalizirana 1993. godine,  većina Rusa ne odobrava homoseksualnost, a istospolni parovi i kućanstva na čelu s istospolnim parovima ne ispunjavaju uvjete za pravnu zaštitu dostupnu heteroseksualnim parovima. Trenutno u Rusiji ne postoje zasebni zakoni koji zabranjuju diskriminaciju na temelju seksualne orijentacije. Transrodne osobe smiju promijeniti svoj pravni spol nakon operacije promjene spola, međutim, trenutno ne postoje zakoni koji zabranjuju diskriminaciju na temelju rodnog identiteta ili izražavanja, a noviji zakoni mogu diskriminirati stanovnike transrodnih osoba. Homoseksualnost je deklasificirana kao mentalna bolest od 1999. godine, a premda homoseksualci i lezbijke legalno smiju otvoreno služiti vojsku, de facto postoji politika " Ne pitaj, ne govori".
Rusija već dugo zastupa izrazito konzervativne stavove u vezi s homoseksualnošću, a nedavne ankete pokazuju kako je većina Rusa protiv prihvaćanja homoseksualnosti i pokazala podršku zakonima koji diskriminiraju homoseksualce. Unatoč međunarodnim kritikama zbog nedavnog porasta socijalne diskriminacije, zločina i nasilja nad homoseksualcima, za veće gradove poput Moskve i Sankt Peterburga navodi se da imaju uspješnu LGBT zajednicu. Međutim, lokalna je uprava imala povijesni otpor gay paradi ponosa, unatoč tome što ih je Europski sud za ljudska prava kaznio 2010. godine jer ga je protumačio kao diskriminaciju, grad Moskva odbio je 100 pojedinačnih zahtjeva za odobrenje održavanja Moskovskog ponosa do 2012. godine, navodeći rizik od nasilja nad sudionicima.
Od 2006. godine brojne su regije u Rusiji donijele različite zakone kojima se ograničava distribucija materijala koji promiču LGBT veze maloljetnicima; u lipnju 2013. donesen je savezni zakon kojim je inkriminirana distribucija materijala među maloljetnicima u znak podrške netradicionalnim seksualnim odnosima kao dopuna postojećeg zakona o zaštiti djece. Zakon je rezultirao brojnim uhićenjima ruskih LGBT građana koji su se javno suprotstavili zakonu, a navodno je zabilježen porast protugej prosvjeda, nasilja, pa čak i zločina iz mržnje. Rusija je primila međunarodne kritike promatrača ljudska prava, LGBT aktivista i medija, a smatrana je de facto sredstvom za kriminalizaciju LGBT kulture. Ruska povjesničarka i aktivistica za ljudska prava Ljudmila Aleksejeva nazvala je to "korakom prema srednjem vijeku ".  U siječnju 2016. Državna duma odbila je prijedlog Komunističke partije da kazni novčano i uhićenjima kazne ljude koji javno izražavaju svoju homoseksualnost.
U izvješću izdanom 13. travnja 2017., panel od pet stručnih savjetnika Vijeća za ljudska prava Ujedinjenih naroda — Vitit Muntarbhorn, Sètondji Roland Adjovi; Agnès Callamard ; Nils Melzer ; i David Kaye — osudili su val mučenja i ubojstava homoseksualaca u Čečeniji.

## Trenutna situacija
- Dob pristanka trenutno iznosi 16 godina od 2003., bez obzira na spolnu orijentaciju.
- Transseksualne i transrodne osobe mogu promijeniti svoj pravni spol nakon odgovarajućih medicinskih postupaka od 1997. godine.
- Homoseksualnost je službeno uklonjena s ruskog popisa mentalnih bolesti 1999. (nakon odobrenja ICD-10).
- Što se tiče usvajanja djece: Samci koji žive u Rusiji, bez obzira na njihovu seksualnu orijentaciju, mogu usvajati djecu. Rusku djecu može usvojiti jedan homoseksualac koji živi u stranoj zemlji pod uvjetom da ta zemlja ne priznaje istospolne brakove.[7] Par može usvojiti djecu zajedno, kao par, samo ako su bračni heteroseksualni par.

- Ruski ustav jamči pravo na mirno udruživanje.[8] Unatoč tome, organi vlasti u Rusiji odbijaju registrirati LGBT organizacije.[9]